# Область Галилея
Область Галилея (лат. Galileo Regio) — большой тёмный регион на крупнейшем спутнике Юпитера Ганимеде. Открыта на снимках, сделанных аппаратами серии «Вояджер» в 1979 году. В том же году Международный астрономический союз постановил назвать её в честь Галилео Галилея.
Область Галилея — самый большой из подобных регионов на Ганимеде. Она имеет округлую форму и резкие границы. Со всех сторон она окружена светлыми участками, которые кое-где изборождены рытвинами — системами параллельных борозд и хребтов. С юго-востока область ограничена рытвинами Шибальба, с юго-запада — рытвинами Урук и Ниппур, отделяющими её от области Мариуса. С севера и северо-запада область разбита на отдельные тёмные участки ещё несколькими рытвинами (Ур, Филы, Элам и Дукуг).
Область Галилея пересечена многочисленными бороздами и усеяна кратерами и палимпсестами. В частности, на её юго-востоке расположен большой палимпсест факула Мемфис.

## Строение
Вопреки первому впечатлению, область Галилея — это не ударный кратер, а регион из древних тёмных пород, которые были разбиты тектонической деятельностью, и нынче окружены более молодым и светлым материалом, поднявшимся из глубин Ганимеда. Считается, что возраст области Галилея равен 4 миллиардам лет; она обильно покрыта кратерами и палимпсестами, но имеет также и уникальное распределение борозд и гладких участков, происхождение которых породило много спорных предположений. Распределение гладких участков в области Галилея указывает на то, что древняя кора Ганимеда в экваториальной части была относительно тонка, а по направлению к полюсу утолщалась.
Вся область Галилея пересечена бороздами разного направления и возраста, но сходной формы. Их дно гладкое, а края образованы параллельными хребтами высотой около 100 м. Длина борозд лежит в пределах от 50 до нескольких сотен километров, а ширина — от 6 до 20 км. Они тянутся в основном в трёх направлениях. Самая заметная система борозд (покрывающая всю область и направленная с северо-запада на юго-восток) получила собственное название — борозды Лахму. Она примерно под прямым углом пересекает более древнюю систему борозд, самая заметная часть которой известна как борозды Зу. Третья система борозд тянется вдоль меридиана. Она пересекает все остальные и, следовательно, младше их. Но все борозды старше крупных кратеров и палимпсестов. Вероятно, борозды образовались примерно в то время, когда кора стала достаточно прочной, чтобы сильные удары оставляли на ней кратеры (или немного раньше).
Происхождение борозд неясно. Их возрастные соотношения, морфология и геометрия не говорят в пользу происхождения от удара или приливных воздействий. Возможным, но чисто умозрительным их источником могут являться плюмообразные конвекционные ячейки в жидкой мантии под тонкой коркой. Сравнение этих борозд и кратерных палимпсестов показывает, что характерная морфология этих палимпсестов, хотя и является следствием относительно высокой текучести ледяной коры, сформировалась в основном во время удара, а не последующей релаксации (если бы кольцевые валы палимпсестов были сглажены релаксацией, то же самое произошло бы с хребтами по краям борозд; следовательно, валов у палимпсестов не было изначально).